# Amaechi Igwe
Amaechi Igwe (Belmont, California, 20 de mayo de 1988) es un futbolista estadounidense, de origen nigeriano. Juega de defensa y su equipo es el SV Babelsberg 03 de la 3. Liga de Alemania.

## Trayectoria
Igwe, hijo del antiguo capitán de la selección nigeriana Tony Igwe, fue elegido por el New England Revolution en la primera ronda del draft del año 2007. Anteriormente había jugado por los Broncos de la Universidad de Santa Clara. 
Durante la temporada 2007 vio acción con regularidad con el equipo reserva de New England, marcando un gol en once partidos, pero no jugó por el primer equipo. Debutó en la Major League Soccer el 9 de abril de 2008, en un partido contra los Kansas City Wizards.

## Selección nacional
Igwe disputó con la selección de los Estados Unidos el Mundial Sub-17 de 2005 y el Mundial Sub-20 de 2007.

## Clubes
| Club                   | País           | Año       |
| ---------------------- | -------------- | --------- |
| New England Revolution | Estados Unidos | 2007-2009 |
| FC Ingolstadt 04       | Alemania       | 2010-2011 |
| SV Babelsberg 03       | Alemania       | 2011-     |